# Megáll az idő
Megáll az idő es una película dramática húngara de 1982 sobre dos hermanos y la mujer que ambos aman, todos viviendo en Budapest durante el levantamiento de 1956. Está protagonizada por István Znamenák, Henrik Pauer, Sándor Sőth, Anikó Iván y Lajos Őze y fue dirigida por Péter Gothár. Popular entre el público y la crítica, ganó el Premio de la Juventud en Cannes, el Premio del Círculo de Críticos de Cine de Nueva York a la Mejor Película en Lengua Extranjera y el premio al Mejor Director en el Festival Internacional de Cine de Tokio. La película también fue seleccionada como la entrada húngara a la Mejor Película en Lengua Extranjera en los 55.ª edición de los Premios Óscar, pero no fue aceptada como nominada. La película fue elegida para formar parte de New Budapest Twelve, una lista de películas húngaras consideradas las mejores del 2000.

## Reparto
- Anikó Iván como Szukics Magda
- István Znamenák como Dini
- Péter Gálfy como Wilman Péter, "Vilma"
- Henrik Pauer como Gábor
- Sándor Sőth como Pierre
- Ágnes Kakassy como Anya
- Lajos Öze como Bodor
- Pál Hetényi como Apa